# Masta Killa
Elgin Turner, mais conhecido como Masta Killa, (Brooklyn, Nova Iorque, 18 de Agosto de 1969) é um rapper americano e membro do grupo Wu-Tang Clan.

## Discografia

### Álbuns
- 2004 - No Said Date
- 2006 - Made in Brooklyn
- 2012 - Selling My Soul
- 2017 - Loyalty Is Royalty
- 2025 - Balance

### Singles e EPs
- 2003 - "No Said Date"
- 2004 - "High School"
- 2004 - "Old Man" b/c "Silverbacks"
- 2005 - "D.T.D." b/c "Queen"
- 2006 - "Ringing Bells"
- 2006 - "It's What It Is" b/c "Brooklyn King"
- 2006 - "Iron God Chamber" b/c "Street Corner"

### Participações
- 1993 - Enter the Wu-Tang: 36 Chambers (álbum por Wu-Tang Clan)
- 1995 - "Snakes" (from the Ol' Dirty Bastard álbum Return To The 36 Chambers: The Dirty Version)
- 1995 - "Glaciers of Ice" & "Wu-Gambinos" (de Raekwon álbum Only Built 4 Cuban Linx)
- 1995 - "Duel of the Iron Mic" (de GZA álbum Liquid Swords)
- 1995 - "Assassination Day" & "Winter Warz" (de Ghostface Killah álbum Ironman)
- 1997 - Wu-Tang Forever (álbum por Wu-Tang Clan)
- 1997 - "Execute Them" (de Wu-Tang Killa Bees: The Swarm compilação)
- 1997 - "5 Stars" (de Killarmy álbum Silent Weapons for Quiet Wars)
- 1997 - "Illusions" (de Sunz of Man álbum The Last Shall Be First)
- 1998 - "Spazzola" (de Method Man álbum Tical 2000: Judgement Day)
- 1998 - "Element Of Surprise" (de La the Darkman álbum Heist Of The Century)
- 1998 - "Resurrection" (de Public Enemy trilha sonora para He Got Game)
- 1999 - "Mantis" (de RZA álbum Bobby Digital In Stereo)
- 1999 - "Friction" (de Inspectah Deck álbum Uncontrolled Substance)
- 1999 - "The Table" (de Raekwon álbum Immobilarity)
- 1999 - "High Price, Small Reward" & "1112" (de GZA álbum Beneath The Surface)
- 1999 - "Fast Shadow" (por Wu-Tang Clan) & "The Man" (de Ghost Dog: The Way of the Samurai soundtrack)
- 2000 - "Wu Banga 101" (de Ghostface Killah álbum Supreme Clientele)
- 2000 - The W (álbum por Wu-Tang Clan)
- 2001 - "Mortal Kombat" (de Afu-Ra álbum Body of the Life Force)
- 2001 - "Brooklyn Babies" (de RZA álbum Digital Bullet)
- 2001 - Iron Flag (álbum por the Wu-Tang Clan)
- 2002 - "Fam (Members Only)" (de GZA álbum Legend of the Liquid Sword)
- 2003 - "Grits", "The Whistle" & "Koto Chotan" (de RZA álbum Birth Of A Prince)
- 2003 - "Always NY" (de Mathematics álbum Love, Hell & Right)
- 2003 - "Musketeers of Pig Alley" (de Raekwon álbum The Lex Diamond Story)
- 2004 - "Chains" (de R.A. The Rugged Man álbum Die, Rugged Man, Die)
- 2004 - "Disciples of the 36 Chambers: Chapter 1" (álbum por Wu-Tang Clan)
- 2005 - "Just The Thought" (de Prefuse 73 álbum Surrounded by Silence)
- 2005 - "USA" & "Break That" (de Mathematics álbum The Problem)
- 2005 - "Living Like Dat" (de Afu-Ra álbum State Of The Arts)
- 2006 - "9 Milli Bros." (de Ghostface Killah álbum Fishscale)
- 2006 - "Sound of the Slums." (de Inspectah Deck álbum The Resident Patient)
- 2006 - "Ringing Bells" (de Nature Sounds compilação Natural Selection)
- 2007 - "In The Name of Allah" (de Cilvaringz álbum I)
- 2007 - "Killa Lipstick" (de Ghostface Killah álbum The Big Doe Rehab)
- 2008 - "The PJ's" (de Pete Rock álbum NY's Finest)
- 2008 - "Change The Game" (de The BossFather álbum Future Legends)
- 2008 - "Eat Ya Food" (de Brooklyn Zu álbum Chamber #9, Verse 32)
- 2008 - "Pencil" (de GZA álbum Pro Tools)
- 2009 - "Fire" (de Cappadonna álbum Slang Prostitution)